# I Love You (bài hát của Taeyeon)
"I Love You" (Tiếng Hàn: 사랑해요) là một bài hát ballad được thể hiện bởi ca sĩ Hàn Quốc Kim Taeyeon, nhóm trưởng và là thành viên nhóm nhạc Girls' Generation. Bài hát là nhạc chủ đề cho series phim truyền hình hành động Athena: Goddess of War và là ca khúc chủ đề chính cho album soundtrack của phim. Được phát hành như digital single vào ngày 13 tháng 2 năm 2010 dưới hãng thu âm SM Entertainment.

## Sản xuất và bối cảnh
"I Love You" được sáng tác và viết lời bởi nhà sản xuất âm nhạc Hàn Quốc Ahn Youngmin, người được biết đến với việc sản xuất bài hát ballad cho nhiều nghệ sĩ K-pop bao gồm T-ara, Davichi và SeeYa trong số nhiều người khác. Kim Taeyeon có hợp tác với nhà sản xuất trước đây trong single trước đó "Like a Star" mà Minyoung cung cấp lời bài hát và tư vấn. Đối với "I Love You", Youngmin không chỉ là người viết lời của bài hát mà còn xử lí phần sáng tác tốt hơn như bố cục âm thanh. Anh ấy than thở tình trạng 'idol star' Taeyeon và khen ngợi kĩ năng thanh nhạc bằng cách nói rằng anh đã bị "shock" bởi kĩ năng của cô. Anh ấy muốn ca ngợi về năng lực của cô ấy rằng "...đó là một bài hát trưởng thành nên tôi đã lo lắng, nhưng cô ấy làm nước mắt của tôi rơi xuống. Sau một giờ khi tác phẩm đã được thông qua và tôi nhớ rằng tôi đã vỗ tay.'' Bài hát được sử dụng làm nhạc chủ đề cho mối tình yêu-ghét giữa hai nhân vật chính Lee Jung-woo (đóng vai bởiJung Woo-sung) và Yoon Hye-in (Soo Ae) của phim truyền hình hành động dài tập Athena: Goddess of War. Theo cổng thông tin âm nhạc Hàn Quốc Naver, bài hát là 'một pha trộn giữa tiếng huýt sáo của Irish và 50 dàn nhạc và lời bài hát nói về cảm giác của một người phụ nữ cố gắng bắt lấy người yêu của mình người đã chia tay cô, thú nhận tình yêu sâu sắc của mình dành cho anh ấy.'

## Phát hành
"I Love You" ra mắt như bài hát chủ đề kết thúc cho Athena: Goddess of War khi bắt đầu phát sóng phim vào ngày 13 tháng 12 năm 2010. Cùng ngày, bài hát phát hành như single A-side và B-side và available cho tải nhạc trên các trang nghe nhạc trực tuyến khác nhau như iTunes, Naver, Soribada, Daum, Melon, Olleh, Bugs, Genie and Monkey3. Phiên bản instrumental cũng bao gồm trong single. "I Love You" là bản nhạc đầu tiên trong số các bài hát được trình chiếu trong phim được công bố và phát hành cho download. Sau đó, bài hát cũng bao gồm như bài hát chủ đề trong soundtrack original và album của serise cũng được phát hành dưới dạng CD physical vào ngày 11 tháng 2 năm 2011. Tất cả phát hành đều được đánh dấu dưới nhãn hiệu SM Entertainment.
| Digital single   | Digital single                         | Digital single   | Digital single   | Digital single   | Digital single |
| STT              | Nhan đề                                | Phổ lời          | Phổ nhạc         | Nghệ sĩ          | Thời lượng     |
| ---------------- | -------------------------------------- | ---------------- | ---------------- | ---------------- | -------------- |
| 1.               | "사랑해요 (I Love You)"                | Ahn Youngmin     | Ahn Youngmin     | Kim Taeyeon      | 3:22           |
| 2.               | "사랑해요 (I Love You)" (Instrumental) | —                | Ahn Youngmin     | Kim Taeyeon      | 3:22           |
| Tổng thời lượng: | Tổng thời lượng:                       | Tổng thời lượng: | Tổng thời lượng: | Tổng thời lượng: | 06:44          |

## Bảng xếp hạng
| Bảng xếp hạng        | Vị trí xếp hạng cao nhất |
| -------------------- | ------------------------ |
| Gaon Singles         | 2                        |
| Gaon Monthly Singles | 8                        |
| Gaon Mobile Ringtone | 2                        |
| Gaon Year-End Chart  | 170                      |

## Trình diễn trực tiếp
Kim Taeyeon trình diễn live "I Love You" trước 50.000 khán giả thông qua các concert tại Saitama Super Arena ở Tokyo và Hội trường Osaka-jō ở Osaka vào ngày 5 và 9 tháng 1 năm 2011. Chuyến lưu diễn ở Nhật Bản nhằm quảng bá cho phim truyền hình tại Nhật Bản, bắt đầu phát sóng tại đất nước này vào ngày 30 tháng 11 năm 2010. Mặc dù các thành viên Girls' Generation không thể tham dự do lịch trình bận rộn, đồng nghiệp cùng công ty của cô BoA, TVXQ, Super Junior và Shinee cũng như diễn viên và các crew cũng đã có mặt.

## Đề cử
| Year | Awards                                          | Notes        | Result |
| ---- | ----------------------------------------------- | ------------ | ------ |
| 2011 | 2011 Mnet Asian Music Awards – Best OST         | "I Love You" | Đề cử  |
| 2011 | 2011 Mnet Asian Music Awards – Song of the Year | "I Love You" | Đề cử  |
| 2011 | 2011 MelOn Music Awards – Best OST              | "I Love You" | Đề cử  |